# The Bridge (filme)
The Bridge (br: A Ponte) é um filme independente de 1992, baseado no romance de Maggie Hemingway. Foi dirigido por Sydney Macartney e estrelado por Saskia Reeves, David O'Hara, Joss Ackland, Rosemary Harris, Anthony Higgins e Geraldine James. O filme foi lançado em 1992.

## Enredo
No verão de 1887, a vida parecia idílica quando Isobel Hetherington e suas três jovens filhas se mudaram para sua casa de praia. Mas quando Phillip Wilson Steer chega para sua visita anual de pintura,  acontecem sucessivos eventos que mudam suas vidas para sempre. Steer e Isobel se apaixonam. Mas ciúmes e tragédias os fazem encarar a realidade.

## Elenco
| Actor/Actress   | Role                  |
| --------------- | --------------------- |
| Saskia Reeves   | Isobel Hetherington   |
| David O'Hara    | Phillip Wilson Steer  |
| Joss Ackland    | Smithson              |
| Rosemary Harris | Aunt Jude             |
| Anthony Higgins | Reginald Hetherington |
| Geraldine James | Mrs. Todd             |
| Tabitha Allen   | Emma Hetherington     |
| Dominique Rossi | Mary                  |
| Karina Rossi    | Sophie                |
| Anya Phillips   | Bella                 |
| Jo Powell       | Mrs. Pierce           |
| Michelle Wade   | Mrs. Rount            |
| Peter Blythe    | Rev. Rount            |
| Tim Barker      | John                  |
| William Job     | Colonel               |
| Ben Daniels     | Rogers                |
| Deborah Fox     | Lucy                  |

## Trilha sonora
A trilha sonora do filme foi lançada em 1992 pela Demon Records.
1. Créditos iniciais: "Painting" (2:03)
2. Quay House (2:03)
3. Arriving In Suffolk (2:17)
4. The Storm (3:28)
5. Reginald & Isobel Return to London (3:09)
6. The Sitting (2:19)
7. Walberswick Fete (4:27)
8. Fireworks (1:45)
9. France (4:38)
10. The Kiss (1:44)
11. Love Theme: 'I Only Have One Subject Now' (2:18)
12. Reginald's Proposition (1:52)
13. Mr. Todd's Release (1:27)
14. What Did You See Emma? (1:29)
15. The Garden (2:25)
16. Leaving Without Saying Goodbye (1:20)
17. We've Come To An Arrangement (0:55)
18. The Bridge (03:42)
19. End Titles: "Steer's Theme" (2:54)

## Distribuição
O Filme foi distribuído pela empresa brasileira Globo Filmes em VHS para todo o mundo.